# Sefer Hamitzvot
Un Sefer Hamitzvot ("Livre des Prescriptions") est un livre réalisant le comput des prescriptions de la Torah. Il existe plusieurs ouvrages à porter ce nom, dont le plus célèbre est celui de Moïse Maïmonide, rédigé au XIIe siècle, auquel l'on se réfère lorsque Sefer Hamitzvot est employé sans précision. 
Le premier Sefer HaMitzvot recensé est celui d'Anan ben David, le fondateur, ou tout au moins chef de file, du karaïsme au VIIIe siècle. Le karaïsme se fondant sur l'exégèse personnelle et le rejet de toute autorité absolue en la matière, de nombreux hakhamim karaïtes rédigèrent leur Sefer Hamitzvot personnel, et le Sefer Hamitzvot de Maïmonide lui-même pourrait avoir été rédigé dans une visée polémique envers ce courant du judaïsme.

## Sifrei hamitzvot karaïtes
- Sefer Hamitzvot leAnan

## Sifrei hamitzvot rabbanites
- Sefer haMitzvot ("Le Livre des Prescriptions") du Saadia Gaon ("simple" liste, ultérieurement étendue par le Rav Yerou'ham Fishel Perlow)
- Sefer Hamitzvot leRambam ("Le Livre des Prescriptions") de Moïse Maïmonide, assorti d'un commentaire critique de Nahmanide - cf. infra;
  - Sefer HaHinoukh ("Le Livre de l'Education"), attribué au Rav Aaron ha-Levi de Barcelone, se base sur cette édition critique;
- Sefer haMitzvot haGadol ("le Grand Livre des Commandements") du Moshe ben Jacob de Coucy, rédigé en réaction à la crémation du Talmud en place de Grève à Paris en 1242;
- Sefer haMitzvot haKatan ("le Petit Livre des Commandements") du Rav Isaac de Corbeil;
- Sefer Yere'im ("Livre des Craignant [Dieu]") par le Rav Eliezer de Metz (pas exactement une énumération);
- Sefer haMitzvot par le Rav Israël Meir Kagan (le "Hafetz Haïm") - ce livre ne s'occupe que des commandements qui s'appliquent à son époque.